# 1 (película)
1 es una película de suspenso y ciencia ficción de 2009, es el primer largometraje del director y diseñador de producción húngaro Pater Sparrow. Se inspiró en One Human Minute del escritor de ciencia ficción polaco Stanisław Lem, una obra de pseudoepígrafo.

## Sinopsis
Una librería famosa por sus obras raras está misteriosamente llena de copias de un libro titulado 1, que no parece tener editor ni autor. El extraño almanaque está lleno de tablas y estadísticas que describen todo lo que sucede en el mundo en el transcurso de un minuto. Comienza una investigación policial y el personal de la librería, junto con un visitante misterioso de la Ciudad del Vaticano que llegó tal como lo hizo el libro, son puestos en confinamiento solitario por la Oficina de Investigación Paranormal (RDI - Reality Defense Institute). A medida que avanza la investigación, la situación se vuelve más compleja y el libro cada vez más conocido, suscitando numerosas controversias. Poco a poco, el investigador principal, Phil Pitch, comienza a perder el control de la realidad.

## Premios y festivales
- La película debutó en la 40.ª Semana del Cine Húngaro, donde ganó 5 premios: Mejor Fotografía, Mejor Editor, Mejor Diseño Visual, Mejor Productor, y recibió el premio al Mejor Primer Largometraje del Jurado Estudiantil.
- También ganó el Premio de la Crítica de Cine Húngaro en 2010 al mejor logro visual.
- Mejor director y mejor actor para Zoltán Mucsi en el 30.ª Festival Internacional de Cine Fantasporto.
- Mejor Director en el XX Festival de Cine Fantástico de la Universidad de Málaga (Fancine Málaga)
- Mejor largometraje de ciencia ficción en el 5.ª Festival de Cine de Cinefantasy en San Paulo
- Premio del Público en el XVI Festival Internacional de Jóvenes Realizadores de Granada y en el 7.ª Festival de Cine Fresco de Praha.

Selecciones oficiales:
- 42.ª Festival Internacional de Cine de Películas Fantásticas SITGES / sección 'Nuevas visiones - Descubrimiento'
- Festival Internacional de Cine Fantástico de Bruselas, competición europea y séptima órbita
- Festival Internacional de Ciencia Ficción y Cine Fantástico de Londres
- Festival International du Film Policier de Liege
- Festival Internacional de Cine de Gotemburgo
- Lincoln Center de Nueva York / Festival de cine húngaro
- Festival Internacional de Cine de Ciencia Ficción y Fantasía de Atenas con clasificación SFF
- Festival Internacional de Cine Triest S + F.
- Festival Internacional de Cine de Bradford
- Festival Internacional de Cine de Oslo
- Festival EuroCine 27 de Bruselas
- Festival de cine de iconos de Israel
- Festival Internacional de Cine Independiente de Ourense
- Festival Internacional de Cine de Fantasía de Montreal
- Festival de Cine Fantástico de Montevideo

- Página web oficial
- 1 en Internet Movie Database (en inglés).
- Revisión de Pater Gorrión  Stanislaw Lem adaptación "1" Archivado el 29 de abril de 2018 en Wayback Machine.
- End and End Image: 1 at the Wayback Machine (archived 2012-07-25)
- Lem, húngaro, dos amigos buenos @– una entrevista con Pater Gorrión, el director de „1”
- The Room interview with Pater Sparrow, Fruzsina Lányi, and Judit Varga at the Wayback Machine (archived 2012-02-27)

- Datos: Q4193501